# Џорџ Сантајана
Хорхе Агустин Николас Руиз де Сантајана и Борас (шп. Jorge Agustín Nicolás Ruiz de Santayana y Borrás; Мадрид, 16. децембар 1863 — 26. септембар 1952) познатији као Џорџ Сантајана (енгл. George Santayana), је био филозоф, есејист, песник и писац. Иако је до краја живота задржао шпанско држављанство и увек имао важећи шпански пасош, Сантајана је одрастао и образовао се у Сједињеним Државама, и сматрао се Американцем. Писао је на енглеском и опште се сматра америчким писцем. Са четрдесет осам година, Сантајана је напустио свој положај на Харварду и за стално отишао у Европу, никада се више не вративши у Сједињене Државе. У тестаменту је тражио да буде сахрањен у шпанском Пантеону гробља у Риму.
Сантајана је познат по чувеним изрекама као што су „они који не памте прошлост су осуђени да је понављају“, и „Само мртви су видели крај рата“. (други цитат се често погрешно приписује Платону). Сантајана се обично убраја у прагматисте заједно са својим колегама са Харварда Вилијамом Џејмсом и Џошајом Ројсом. Говорио је како у филозофији стоји на „истом становишту као и у свакодневном животу“.

## Биографија

### Детињство и младост
Рођен је као Хорхе Агустин Николас Руиз де Сантајана и Борас 16. децембра 1863. у Мадриду. Рано детињство је провео у Авили у Шпанији. Његова мајка, Хозефина Борас је била ћерка шпанског званичника у Филипинима, а Хорхе је био њено једино дете из другог брака. Она је била удовица Џорџа Старџиса, бостонског трговца са којим је имала петоро деце, од којих је двоје умрло у раном детињству. Остала је да живи у Бостону још пар година након мужевљеве смрти 1857, али се 1861. са своје троје деце вратила у Мадрид. Тамо је срела Агустина Руиза де Сантајану, старог пријатеља из Филипина. Њих двоје су се венчали 1862. Колонијални чиновник, Руиз де Сантајана, је такође био сликар и интелектуалац.
Породица је живела у Мадриду и Авили до 1869, када се Хозефина Борас де Сантајана вратила у Бостон са своје троје деце из првог брака, јер је обећала првом мужу да ће децу одгајати у Сједињеним Државама. Оставила је шестогодишњег Хорхеа са оцем у Шпанији. Хорхе и његов отац су пошли за њом 1872, али се његовом оцу није свидео ни Бостон, ни понашање супруге, тако да се убрзо сам вратио у Авилу. Остао је тамо до краја живота. Хорхе није видео оца све док није отишао на Универзитет Харвард и почео да проводи летње одморе у Шпанији. Током овог периода, шпанско Сантајанино име, Хорхе је постало енглеско Џорџ.

### Образовање
Похађао је Бостонску латинску школу и Универзитет Харвард, где је био ученик филозофа Вилијама Џејмса и Џошаје Ројса. Након што је дипломирао на Харварду 1886, Сантајана је две године студирао у Берлину.. Након тога се вратио на Харвард, где је написао своју дисертацију о Херману Лоцеу и предавао филозофију, поставши део „златног доба“ филозофског одељења на Харварду. Неки од његових студената на Харварду су и сами постали познати. Међу њима су Т. С. Елиот, Роберт Фрост, Гертруда Штајн, Хорас Кален и Валтер Липман. Волас Стивенс му није био ученик али су постали пријатељи. Од 1896. до 1897, Сантајана је студирао на Краљевом колеџу у Кембриџу.

### Путовања
1912, Сантајана је поднео оставку на Харварду и остатак живота је провео у Европи. Нешто новца је уштедео, а остало му је и новца од мајчине заоставштине. Након неколико година у Авили, Паризу и Оксфорду, након 1920, почео је да зиме проводи у Риму, а након неког времена се за стално преселио у Рим, где је наставио да живи све до смрти. Током четрдесет година које је провео у Европи, написао је деветнаест књига и одбио неколико престижних академских позиција. У својим каснијим годинама, Сантајана је имао новца за удобан живот, делом захваљујући роману Последњи пуританац из 1935, који је неочекивано постао бестселер. Својим новцем је помагао више писаца, укључујући и Бертранда Расела, са којим се суштински није слагао ни филозофски, нити политички. Сантајана се никад није женио. Његов љубавни живот, ако је постојао, није био познат јавности.

### Филозофски рад и публикације
Међу Сантајаниним главним филозофским делима су Осећај за лепоту (енгл. The Sense of Beauty; 1896), његова прва књига формата монографије и можда прво велико дело о естетици написано у Сједињеним Државама; Живот разума (енгл. The Life of Reason, пет томова, 1905–6), врхунац његове каријере на Харварду; Скептицизам и животињска вера (енгл. Scepticism and Animal Faith; 1923); и Краљевства бића (енгл. The Realms of Being, четири тома, 1927–40). Иако Сантајана није био прагматист у смислу Вилијама Џејмса, Чарлса Сандерса Пирса, Џошаје Ројса или Џона Дјуија, Живот разума се може сматрати првом проширеном обрадом прагматизма.
Попут многих класичних прагматиста, и пошто је такође био добро поткован у области еволуционе теорије, Сантајана се посветио метафизичком натурализму. Веровао је да су људска спознаја, културни обрасци и друштвене институције еволуирале тако да се хармонизују са условима присутним у њиховом окружењу. Суд о њиховој вредности се стога може донети по мери у којој олакшавају људску срећу. Алтернативни назив за Живот разума, Фазе људског прогреса (енгл. the Phases of Human Progress), наовди на ово метафизичко виђење.
Сантајана је био рани поборник епифеноменализма, али се такође дивио класичном материјализму Демокрита и Лукреција (од тројице аутора о којима је писао у делу Три филозофска песника, Сантајана најпохвалније говори о Лукрецију). Врло је ценио Спинозина дела, називајући га својим „господаром и моделом“.
Иако је био агностик, религију је сматрао прилично бенигном, за разлику од Бертранда Расела, који је сматрао да је религија штетна. Сантајанини ставови о религији су дати у његовим књигама Разум у религији (енгл. Reason in Religion), Идеја Христа у јеванђељима (енгл. The Idea of Christ in the Gospels) и Интерпретације поезије и религије (енгл. Interpretations of Poetry and Religion). Сантајана је себе описивао естетичким католиком. Последњу деценију свог живота је провео у манастиру у Риму, где су се о њему бринуле ирске монахиње.